# Chambre des représentants (Belize)
Pour les autres articles nationaux ou selon les autres juridictions, voir Chambre des représentants.
Législature 2025-2030
Bâtiment de l'Assemblée nationale
La Chambre des représentants (en anglais : House of Representatives) est la chambre basse de l'Assemblée nationale, le parlement bicaméral du Belize, la chambre haute étant le Sénat.

## Historique
Le 31 décembre 1963, l'Assemblée législative monocamérale est remplacée par une Assemblée nationale bicamérale à la suite de l'introduction de la nouvelle Constitution du Honduras britannique, ancien nom du Belize alors colonie du Royaume-Uni. La nouvelle Assemblée nationale comporte deux chambres : la Chambre des représentants et le Sénat.

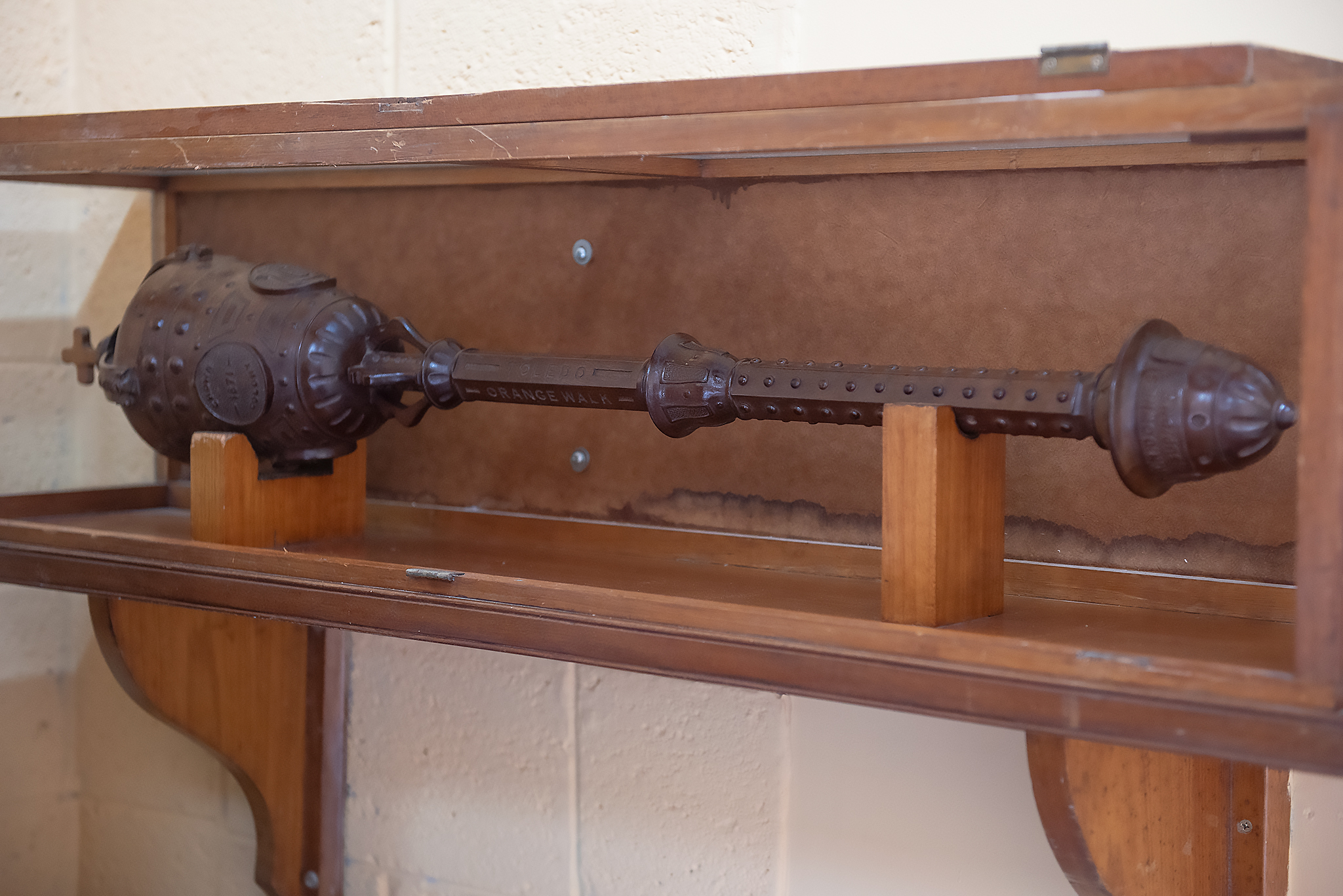
La masse cérémonielle du Belize symbolise l'autorité de la Couronne dans le processus législatif.

Le pouvoir du monarque est incarné par la masse de la Chambre des représentants du Belize, qui porte une couronne à son sommet. Contrairement à d'autres royaumes du Commonwealth, le corps législatif bélizien ne dispose d'une masse que pour la chambre basse. La Chambre des représentants ne peut pas siéger sans la présence de la masse, symbole de l'autorité royale.

## Système électoral
La Chambre des représentants est composée de 31 sièges pourvus pour cinq ans au scrutin uninominal majoritaire à un tour dans autant de circonscriptions électorales. 

### Historique des sièges
À sa création en 1981, la Chambre comporte 18 sièges, contre 9 pour l'Assemblée législative monocamérale l'ayant précédée. Elle passe ensuite à 28 sièges en 1984, puis 29 en 1993 et enfin 31 en 2008.

### Répartition
Nombre de circonscriptions par district depuis 2005 :
| District    | Circonscriptions | Carte |
| ----------- | ---------------- | ----- |
| Belize      | 13               |       |
| Cayo        | 6                |       |
| Corozal     | 4                |       |
| Orange Walk | 4                |       |
| Stann Creek | 2                |       |
| Toledo      | 2                |       |